# Затишье (Октябрьский район)
Затишье (бел. Зацішша) — деревня в Октябрьском сельсовете Октябрьского района Гомельской области Белоруссии.
На востоке граничит с лесом.

## География

### Расположение
В 13 км на юго-запад от Октябрьского, 8 км от железнодорожной станции Рабкор (на ветке Бобруйск — Рабкор от линии Осиповичи — Жлобин), 243 км от Гомеля.

## Гидрография
На реке Птичь (приток реки Припять).

## Транспортная сеть
Транспортные связи по просёлочной, затем автомобильной дороге Новосёлки — Октябрьский. Планировка состоит из короткой изогнутой улицы, ориентированной с юго-запада на северо-восток и застроенной двусторонне, неплотно, деревянными усадьбами.

## История
По письменным источникам известна с начала XIX века как застенок в составе поместья Рудобелка. Обозначена на карте 1866 года, использовавшейся Западной мелиоративной экспедицией, работавшей в этом районе в 1890-е годы. Согласно переписи 1897 года находились кузница и лавка. В 1908 году в Рудобельской волости Бобруйского уезда Минской губернии.
В 1922 году имелось животных (крупный и мелкий рогатый скот) около 900 единиц плюс птица.
В 1930 году организован колхоз.
Во время Великой Отечественной войны оккупанты в апреле 1942 года сожгли 17 дворов и убили 64 жителей. Некоторое время в деревне находилась партизанская типография и выходила подпольная областная газета «Большевик Полесья». 16 жителей погибли на фронте. Согласно переписи 1959 года в составе совхоза «Октябрьский» (центр — городской посёлок Октябрьский).
В 2015 году в деревне проживают 3 человека и имеется одно фермерское хозяйство.

## Население

### Численность
- 2004 год — 4 хозяйства, 6 жителей.

### Динамика
- 1897 год — 18 дворов, 153 жителя (согласно переписи).
- 1908 год — 31 двор, 187 жителей.
- 1940 год — 52 двора, 220 жителей.
- 1959 год — 133 жителя (согласно переписи).
- 2004 год — 4 хозяйства, 6 жителей.
- 2015 год - 4 хозяйства, 4 жителя

## Известные уроженцы
- А. И. Перегуда — заслуженный работник культуры Беларуси.
- Перегуды, Сосновские, Сарнацкие, Цвирко, Лабовичи, Тарасевичи, Володковичи, Маковецкие, Неронские, Черноцкие, Чирковские, Некрашевичи, Березовские и др.
- После 30-го года переселились жители хуторов: Губские, Ковалевичи, Падуто и др.